# 勞倫斯堡鎮區 (印地安納州迪爾伯恩縣)
勞倫斯堡鎮區（英語：Lawrenceburg Township）是位於美國印地安納州迪爾伯恩縣的一個行政鎮區。

## 地方資料
根據2010年美國人口普查的數據，勞倫斯堡鎮區的面積為63.00平方千米，當中陸地面積為60.80平方千米，而水域面積為2.20平方千米。當地共有人口10985人，而人口密度為每平方千米174.37人。